# Leila Khaled
Leila Khaled (født 9. april 1944) er en palæstinensisk tidligere PFLP-medlem og flykaprer, bosat i Amman i Jordan, og medlem af det palæstinensiske nationalråd for det venstreorienterede parti PFLP (Popular Front for the Liberation of Palestine), der af USA Canada, Australien, og EU anses som en terrororganisation. Hun blev født i 1944 i byen Haifa i det britiske mandatområde i Palæstina, som hendes familie som tusinder af andre måtte flygte fra ved dannelsen af staten Israel i 1947.

## Terroraktioner
Som medlem af den militante gren af PFLP blev hun kendt for deltagelse i to flykapringer af israelske passagerfly i 1969-70. Formålet med flykapringerne var at skabe international opmærksomhed om den palæstinensiske landflygtighed og etablere flygtningenes ret til at vende hjem.

### TWA Flight 840 (1969)
Den 29. august 1969 var Khaled en del af et hold, der kaprede TWA Flight 840 på vej fra Rom til Tel Aviv, og omdirigerede Boeing 707 til Damaskus. Ifølge nogle mediekilder troede PFLP-ledelsen, at Yitzhak Rabin, den israelske ambassadør i USA, ville være om bord; det var han ikke. Hun hævder at hun beordrede piloten at flyve over Haifa, så hun kunne se sit fødested. Ingen blev dræbt eller såret, men efter at passagererne havde forladt flyet, sprængte flykaprerne flyets forparti i stykker. 

#### Efterspil
Efter denne kapring, og efter et nu berømt billede af hende (taget af Eddie Adams), der havde en AK-47-riffel og iført en keffiyeh, blev den udbredt, gennemgik hun seks plastikkirurgiske operationer på hendes næse og hage for at skjule hendes identitet og lade hende kunne være deltager i en fremtidig flykapring, og angiveligt fordi hun ikke ønskede at fremstå som et ikon.

### El Al Flight 219 (1970)
Den 6. september 1970 forsøgte Khaled sammen med nicaraguaneren Patrik Arguello at kapre et El Al Flight 219 fly fra Amsterdam til New York City. Med to håndgranater truede Khaled og Arguello med at sprænge passagerflyet i luften. Det fik piloten Uri Bar Lev til at vende flyet stejlt i vejret. Under forvirringen fik en israelsk sikkerhedsvagt skudt Patrik Arguello, imens Khaled tabte håndgranaterne og blev overmandet af de 152 civile passagerer. Flyet landede dernæst sikkert i London, hvor Khaled blev anklaget og dømt. Hun sad imidlertid kun kort tid i fængsel i Storbritannien, da hun allerede 1. oktober samme år blev løsladt som led i en byttehandel for at få frigivet gidsler fra en anden flykapring, der også var gennemført af PFLP. Året efter besluttede PFLP på en kongres at ophøre med brugen af flykapringer.
Leila Khaled var i Danmark i juli 1980 som leder af Palæstina-delegationen til FN's kvindekonference, hvor kulturminister Lise Østergaard var mødeleder.
Fra at være et møde om kvindesagen blev det til et møde med politisering af konflikten mellem palæstinenserne og Israel.
På spisesedlen havde Politiken et billede af Khaled med teksten: Flypirat her i landet: Terror nødvendig. 
Mens Khaled var i København havde hun møde med den lokale PFLP-leder.
I 2010 var den da 66-årige Khaled inviteret af Internationalt Forum men blev nægtet visum af de danske myndigheder.
Leila Khaled bor nu i Amman i Jordan og er nu politisk aktiv i det palæstinensiske nationalråd.

## Leila Khaled i populærkultur
Leila Khaled var den første kvindelige flykaprer, og billedet af den unge bevæbnede kvinde er blevet et populært ikon ligesom ikonet Ché Guevara. 
Hun har selv skrevet om overvindelsen af det tilsyneladende dilemma mellem at være "kvindelig", "moderlig" og "følsom" samtidig med at have "mandlige" egenskaber som en militant frihedskæmper, og netop denne syntese er nok hvad der har givet hende symbolsk status – ikke blot politisk men også som kønsideal. 
Således har det danske rockband Magtens Korridorer skrevet en sangen "Leila Khaled" med omkvædet "Hun ligner Leila Khaled", og det engelske rockband The Teardrop Explodes skrev i 1981 en tilsvarende tekst i sangen "Like Leila Khaled Said". 
Den svenske filminstruktør, Lina Makboul, lavede i 2005 den prisvindende dokumentarfilm Leila Khaled - Hijacker. Leila Khaled har også selv skrevet sine erindringer om hendes ungdom som palæstinensisk flygtning og om flykapringerne samt hendes politisk-filosofiske tanker i bogen My people shall live: the autobiography of a revolutionary.